# Црква Преноса моштију Светог оца Николаја Мирликијског Чудотворца у Шапранцу
Црква Преноса моштију Светог оца Николаја Мирликијског Чудотворца у Шапранцу, насељеном месту на територији Општине Трговиште, православни је храм који припада Епархији врањској Српске православне цркве.
Црква посвећена Преносу моштију Светог оца Николаја Мирликијског Чудотворца саграђена је 1873. године, по предању, на темељима манастирске цркве. Овај предео мештани зову и Манастирска долина.
Потпис сликара на иконостасу није пронађен, а једини запис године је оштећен и налази се на икони Светог Николе на иконостасу; очувана само прва два броја: 18... У храму се налази 34 иконе.
Благословом епископа врањског Пахомија, трудом Црквеног одбора, мештана села и надлежног пароха, 2010. године започета је унутрашња и спољашња обнова цркве, уређење порте и обнова звоника, а радови су завршени 2015. године.